# Erik Christopher Zeeman
 (février 2016).
Si vous disposez d'ouvrages ou d'articles de référence ou si vous connaissez des sites web de qualité traitant du thème abordé ici, merci de compléter l'article en donnant les références utiles à sa vérifiabilité et en les liant à la section « Notes et références ».
Pour les articles homonymes, voir Zeeman.

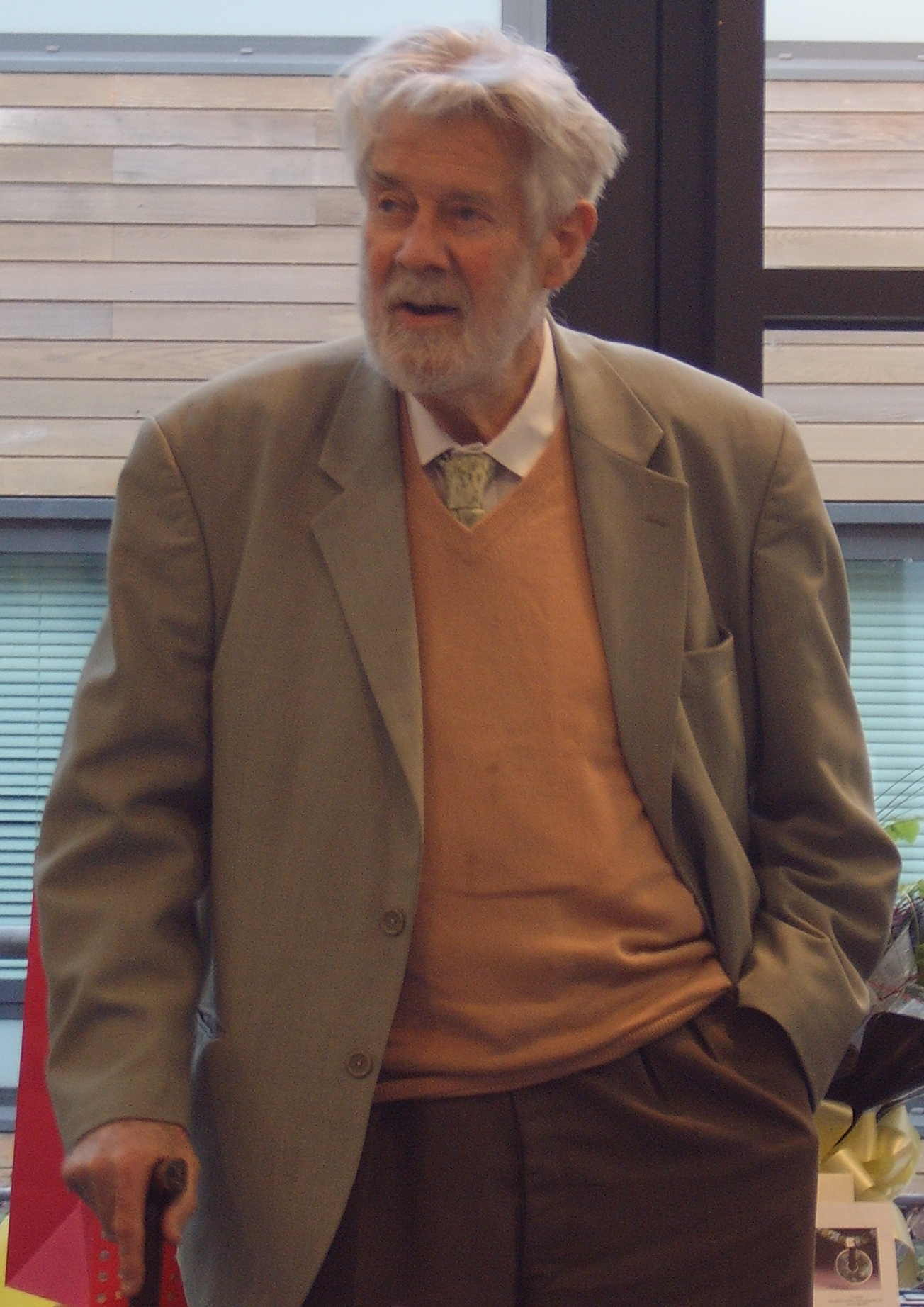
Erik Christopher Zeeman en 2009.

Sir Erik Christopher Zeeman (1925-2016) est un mathématicien britannique connu pour son travail en topologie géométrique et en théorie des singularités.
Les principales contributions de Zeeman concernent plus particulièrement la théorie des nœuds et les systèmes dynamiques (et piecewise linear category). Mais c'est pour sa contribution à la théorie des catastrophes du topologue René Thom, et ses efforts pour la diffuser, qu'il est le plus connu. Il encouragea l'application des mathématiques, et plus particulièrement de la théorie des catastrophes, en biologie et dans les sciences humaines.

## Formation
Zeeman nait au Japon d'un père danois et d'une mère anglaise. Un an après sa naissance, la famille vient en Angleterre. Après des études à Christ's Hospital (Horsham, dans le West Sussex), il est Flying Officier dans la Royal Air Force de 1943 à 1947. Il étudie les mathématiques à Christ's College (Cambridge), mais a presque tout oublié lors de son service dans l'armée de l'air. À l'université de Cambridge, il passe un master (MA), et une thèse (PhD) en 1953 sous la direction de Shaun Wylie, qui a passé la guerre à Bletchley Park.

## Carrière académique
Après avoir travaillé à Cambridge (période pendant laquelle il part un an à l'université de Chicago et à Princeton comme Harkness Fellow) et à l'Institut des hautes études scientifiques, il fonde le département de mathématiques et le centre de recherches en mathématiques de l'université de Warwick en 1964 : « j'avais 38 ans et avais conçu quelques idées bien fermes sur la manière de diriger un département et de créer un institut de mathématiques : je voulais combiner la flexibilité d'options commune à la majorité des universités américaines avec la sorte de tutorat pratiqué à Oxford et Cambridge ».
Le style d'administration de Zeeman est informel, mais inspiré, et Warwick acquiert bientôt une reconnaissance internationale pour la qualité de sa recherche mathématique. Les six premiers postes créés sont tous en topologie, ce qui permet au département de devenir immédiatement compétitif sur la scène internationale ; suivent six postes en algèbre, puis six en analyse et six en mathématiques appliquées. Les deux premières années, il est capable d'échanger quatre postes académiques contre des subventions qui permettent à des doctorants de diriger les recherches d'étudiants moins avancés par groupes de deux, d'une façon similaire au système de tutorat pratiqué à Oxford et Cambridge. Il reste à Warwick jusqu'en 1988, mais est professeur invité (visiting professor) à l'université de Californie à Berkeley de 1966 à 1967 ; ses recherches s'orientent ensuite vers les systèmes dynamiques, comme de nombreuses têtes de file dans ce domaine, notamment Stephen Smale et René Thom, qui tous deux passent à Warwick. Zeeman passe ensuite une année sabbatique avec Thom à l'Institut des hautes études scientifiques à Paris, et s'intéresse à la théorie des catastrophes. De retour à Warwick, son cours sur la théorie des catastrophes remporte un grand succès auprès des étudiants ; ils sont si nombreux qu'ils devaient tous rester debout.
Zeeman est élu Fellow of the Royal Society en 1975, et est décoré de la Society's Faraday Medal en 1988. Il est le 63e président de la London Mathematical Society en 1986-1988, et prononce son discours présidentiel, Sur la classification des systèmes dynamiques, le 18 novembre 1988. Il reçoit le prix Whitehead Senior de la Société en 1982. Il est Society's first lecturer en 1987.
En 1978, Zeeman fait une série de Christmas Lectures at the Royal Institution télévisées. De ce projet naissent les Mathematics Master classes, destinées aux enfants de 13 ans, qui aujourd'hui fleurissent dans quarante centres au Royaume-Uni.
En 1988, Zeeman devient principal du Hertford College (Oxford). Il est reçu chevalier en 1991 pour son « excellence mathématique mise au service des mathématiques anglaises et de l'enseignement des mathématiques ». Le 6 mai 2005, le bâtiment de mathématiques et de statistiques de l'université de Warwick est rebaptisé bâtiment Zeeman en son honneur. En septembre 2006, on annonce que la London Mathematical Society et l'Institute of Mathematics and its Applications le décorent de la médaille David-Crighton, en reconnaissance des services rendus depuis longtemps aux mathématiques et à la communauté mathématique. Zeeman est la deuxième personne décorée de cette médaille, décernée tous les trois ans.
C'est en son honneur qu'est créée la Médaille Christopher-Zeeman (Christopher Zeeman Medal for Communication of Mathematics) décernée par la London Mathematical Society et de l'Institute of Mathematics and its Applications.
Parmi ses anciens thésards, il y a Colin Rourke.

## Théorie des catastrophes
Zeeman contribue à la diffusion de la théorie des catastrophes, qu'il découvre auprès de René Thom en 1969-1970 lors d'une année sabbatique, et à son application dans de nombreux domaines, notamment en biologie et dans les sciences humaines. Non seulement des phénomènes physiques, mais également le marché financier, le comportement du chien peureux ou agressif, les révoltes dans les prisons et divers phénomènes linguistiques ont ainsi reçu une explication fondée sur cette théorie. Il la fait connaître du grand public.
Les publications de Zeeman sur ce thème ont toutefois reçu de nombreuses critiques, notamment de personnalités éminentes comme Stephen Smale. René Thom lui-même, fondateur de cette théorie, prend dans Paraboles et catastrophes ses distances avec l'usage que Zeeman fit de ses propres thèses, et y reconnaît des excès, ainsi qu'un manque de précautions méthodologiques.

### Machine à catastrophe

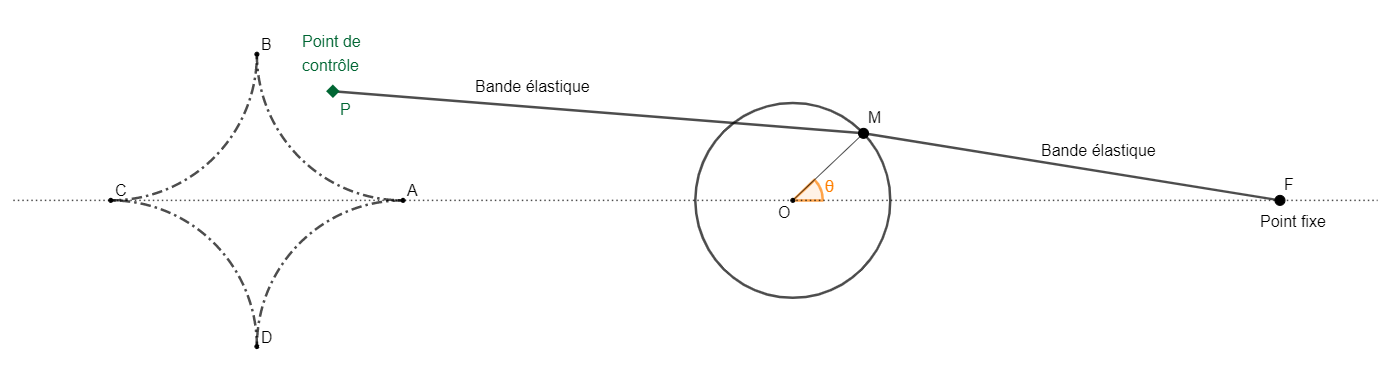
Machine à catastrophe de Zeeman

Zeeman développe en 1972 la machine qui porte aujourd'hui son nom,. Il s'agit d'un disque fixé en son centre O à une plaque rigide, et pouvant tourner librement autour de son axe. Sur ce disque est fixé un point M, auquel sont rattachés deux élastiques. L'un part vers un point F, fixé sur la plaque rigide ; l'autre a son extrémité P libre. La position du point M par rapport à l'axe (OF) est repérée par l'angle θ.
L'opérateur choisit de placer le point P, et peut le déplacer comme il l'entend. Sur la figure ci-contre, la forme ABCD entoure les positions de P pour lesquelles le point M connaît deux positions stables de part et d'autre de l'axe (OF), soit deux valeurs stables pour θ. Si le point P sort de cette figure, une seule position est stable pour M. La forme en diamant ABCD elle-même marque les positions de P pour lesquelles de petites perturbations de position entraînent de larges changements pour θ : ce sont des bifurcations.

## Prix et distinctions
- 1982 : prix Whitehead Senior
- 1987 : Conférence Forder
- 1988 : prix Michael-Faraday
- 2006 : médaille David-Crighton